# Список дипломатичних місій у Великій Британії

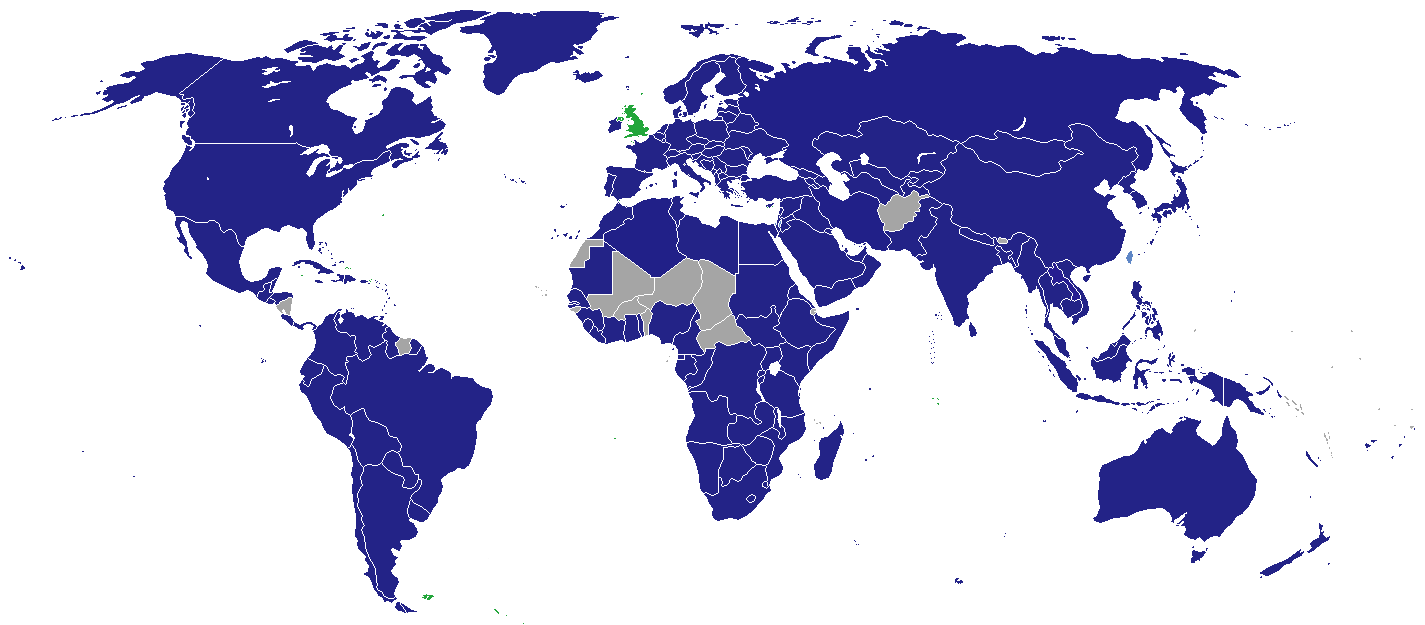
Країни, які мають посольство в Великій Британії.

Нижче наведено список дипломатичних місій в Великій Британії. Наразі в Лондоні знаходяться 167 посольств чи високих комісій (представництва країн співдружності) країн світу. Декілька інших країн мають акредитованих послів в інших містах, в основному в Парижі та Брюсселі. Також в Великій Британії є багато почесних консульств, які не наведені в цьому списку.

## Посольства та високі комісії

### Європа
- Австрія
- Азербайджан
- Албанія
- Бельгія
- Білорусь
- Болгарія
- Ватикан
- Вірменія
- Греція
- Грузія
- Боснія і Герцеговина
- Данія
- Естонія
- Ірландія
- Ісландія
- Іспанія
- Італія
- Кіпр
- Косово
- Латвія
- Литва
- Люксембург
- Мальта
- Молдова
- Монако
- Нідерланди
- Німеччина
- Норвегія
- Польща
- Португалія
- Північна Македонія
- Росія
- Румунія
- Сербія
- Словаччина
- Словенія
- Туреччина
- Угорщина
- Україна (Посольство України у Великій Британії)
- Фінляндія
- Франція
- Хорватія
- Чехія
- Чорногорія
- Швейцарія
- Швеція

### Азія
- Афганістан
- Бангладеш
- Бахрейн
- Бруней
- В'єтнам
- Гонконг (торговельний офіс)
- Ємен
- Ізраїль
- Індія
- Індонезія
- Ірак
- Іран
- Йорданія
- Казахстан
- Камбоджа
- Катар
- Киргизстан
- КНР
- Кувейт
- Лаос
- Ліван
- Малайзія
- Мальдіви
- Монголія
- М'янма
- Непал
- ОАЕ
- Оман
- Пакистан
- Папуа Нова Гвінея
- Південна Корея
- Північна Корея
- Саудівська Аравія
- Сирія (тимчасово закрите)
- Сінгапур
- Східний Тимор
- Таджикистан
- Таїланд
- Туркменістан
- Узбекистан
- Філіппіни
- Шрі-Ланка
- Японія

### Північна Америка
- Антигуа і Барбуда
- Багамські Острови
- Барбадос
- Беліз
- Гаїті
- Гватемала
- Гондурас
- Гренада
- Домініка
- Домініканська Республіка
- Канада
- Коста-Рика
- Куба
- Мексика
- Нікарагуа
- Панама
- Сальвадор
- Сент-Вінсент і Гренадини
- Сент-Кіттс і Невіс
- Сент-Люсія
- США
- Тринідад і Тобаго
- Ямайка

### Південна Америка
- Аргентина
- Болівія
- Бразилія
- Венесуела
- Гаяна
- Еквадор
- Колумбія
- Парагвай
- Перу
- Уругвай
- Чилі

### Африка
- Алжир
- Ангола
- Ботсвана
- Бурунді
- Габон
- Гамбія
- Гана
- Гвінея
- ДР Конго
- Екваторіальна Гвінея
- Еритрея
- Ефіопія
- Єгипет
- Замбія
- Зімбабве
- Камерун
- Кенія
- Кот-д'Івуар
- Лесото
- Ліберія
- Лівія
- Маврикій
- Мавританія
- Малаві
- Марокко
- Мозамбік
- Намібія
- Нігерія
- ПАР
- Південний Судан
- Руанда
- Есватіні
- Сейшельські Острови
- Сенегал
- Сомалі
- Судан
- Сьєрра-Леоне
- Танзанія
- Того
- Туніс
- Уганда

### Австралія і Океанія
- Австралія
- Нова Зеландія
- Тонга
- Фіджі

## Генеральні консульства

### Единбург
- Індія
- Ірландія
- Іспанія
- Італія
- КНР
- Німеччина
- Пакистан
- Польща
- Росія
- США
- Тайвань (представницький офіс)
- Україна
- Франція
- Японія

### Інші міста
- Манчестер
  -  Бангладеш
  -  КНР
  -  Лівія
  -  Пакистан
  -  Польща
  -  Португалія
- Бірмінгем
  -  Бангладеш
  -  Індія
  -  Пакистан
- Белфаст
  -  КНР
  -  США
- Гамільтон (Бермудські Острови)
  -  Португалія (консульство)
  -  США
- Бредфорд
  -  Пакистан
- Провіденсіалес (Острови Теркс і Кайкос)
  -  Гаїті

## Представництвазаморських територій
- Ангілья
- Бермудські Острови
- Британські Віргінські Острови
- Гібралтар
- Кайманові Острови
- Монтсеррат
- Острови Святої Єлени, Вознесіння і Тристан-да-Кунья
- Острови Теркс і Кайкос
- Фолклендські Острови

## Представництва країн з обмеженим визнанням
- Палестина
- Північний Кіпр
- Сомаліленд
- Тайвань
- Національна коаліція сирійських революційних і опозиційних сил

## Акредитовані посли

### Брюссель
- Буркіна-Фасо
- Вануату
- Кабо-Верде
- Малі
- Самоа
- Сан-Томе і Принсіпі
- Соломонові Острови
- Чад

### Париж
- Бенін
- Гвінея-Бісау
- Джибуті
- Республіка Конго
- Мадагаскар
- Нігер
- Суринам
- Центральноафриканська Республіка
- Чад

### Інші міста
- Андорра (Андорра-ла-Велья)
- Кірибаті (Тарава)
- Сан-Марино (Сан-Марино)

## Представництва міжнародних організацій
- Європейський Союз
- ООН
  - Управління Верховного комісара ООН у справах біженців
  - Всесвітня продовольча програма
- Ліга арабських держав
- Міжнародна організація з міграції
- Світовий банк